# میزهو
مِیْزْهَوْ (انگلیسی: Maeshowe) یک گور معبری و آرامگاه حجره‌ای مربوط به دوران نوسنگی در اورکنی اسکاتلند است که احتمالاً حدود سال ۲۸۰۰ پ.م. ساخته شده و نام خود را به گونهٔ میزهویی آرامگاه‌هایی حجره‌ای داده‌است که تنها در اورکنی ساخته می‌شدند. میزهو به همراه دیگر یادمان‌های اطرافش، مثل سکارا برای در سال ۱۹۹۹ در فهرست میراث جهانی یونسکو ثبت شد.